# Steve Vasturia
Stephen Paul Vasturia, detto Steve (Filadelfia, 10 febbraio 1995), è un ex cestista statunitense.

## Palmarès
- Campionato lituano: 1

Žalgiris Kaunas: 2020-21
- Coppa di Lituania: 1

Žalgiris Kaunas: 2020-21